# 跑馬場 (電視劇)
《跑馬場》是一部中國大陸2010-2011年拍攝的歷史傳奇劇，由中國傳媒大學、青島市廣播電視台、青島三冠影視傳媒有限公司聯合出品。由黃宗澤、胡杏兒、伍衛國、曹俊及張娜拉等內地，香港，韓國當紅實力明星聯袂出演的歷史傳奇劇。於2012年4月11日登陸央視八套首播。
該劇是大陸首部反映跑馬場文化的歷史劇，也是黃宗澤進軍內地的首部作品，更是黃宗澤與胡杏兒的內地首次“情侶主角”。更有“父女檔”張娜拉、朱虎聲同台飆戲。

## 播出平台
| 頻道          | 所在地 | 播映日期      | 備註           |
| Mio TV CH 502 | 新加坡 | 2014年2月18日 | 周一至周五 7pm |

## 劇情簡介
電視劇《跑馬場》以1919年爆發的五四運動為背景，以青島跑馬場為舞台，通過黃宗澤飾演的左天一是一位風流倜儻的皇族，後來成為青島跑馬場的首席騎師，與三位女子胡杏兒飾演的盧壁輝，松野秋子及左小妹的傳奇經歷，再現了1911年到1922年間，中國民主進步力量與當時青島三股勢力爭奪青島主權的激烈鬥爭。《跑馬場》從辛亥革命、刺殺袁世凱一直講到解放青島，是一部青島人民與德日殖民統治的鬥爭史，以左天一與盧壁輝為代表的進步人士。

## 演員陣容
| 演員   | 角色     | 關係/暱稱                                          |
| 黃宗澤 | 左天一   | 原名:圖蘇里 天才騎師 恭親王溥偉的侄子 與盧璧輝相戀 |
| 胡杏兒 | 盧璧輝   | 革命黨成員 具有高超的騎術 盧敬夫之妹 與左天一相戀  |
| 伍衛國 | 盧敬夫   | 革命黨成員 盧璧輝之兄                              |
| 張娜拉 | 松野秋子 | 松野一郎之女 喜歡左天一                            |
| 曹俊   | 左天亮   | 騎師 左小妹失散多年之兄 喜歡盧璧輝                 |
| 羅意   | 左小妹   | 左天亮之妹 喜歡左天一                              |
| 朱虎聲 | 松野一郎 | 松野秋子之父 日本商社社長                          |

## 記事
- 2010年10月10日：黃宗澤，胡杏兒奉旨談情《跑馬場》記者會。[1]
- 2010年11月17日：《跑馬場》熱拍黃宗澤，胡杏兒甜蜜拍拖。[2]
- 2010年11月19日：《跑馬場》青島熱拍張娜拉父女同臺飆戲。[3]
- 2011年1月6日：《跑馬場》胡杏兒帶病拍戲顯敬業態度。[4]
- 2012年4月5日：《跑馬場》將開發布會黃宗澤，胡杏兒情侶京城聚首。[5]
- 2012年4月6日：《跑馬場》黃宗澤，胡杏兒亮相首播發布會。[6]